# Benkovački kotar
Benkovački kotar je bio jedan od političkih kotara (njem. Bezirk) u austrijskoj carskoj pokrajini Dalmaciji. Obuhvaćao je sudbene kotare: Benkovac, Kistanje i Obrovac. Prostirao se je 1900. godine na 1580,86 km2 i imao 38.481 stanovnika. Naselja sa statusom grada (njem. Stadt) nije bilo, status trga (njem. Markt) imala su naselja Benkovac, Kistanje i Obrovac, a ostatak su činila seoska naselja (njem. Dorf).  
Područje Benkovačkog kotara sada je podijeljeno između upravnih jedinica: općina Ervenik, Kistanje i Pirovac (Šibensko-kninska županija), te gradova Benkovca i Obrovca i općina Jasenice, Lišane Ostrovičke, Pakoštane, Polača, Stankovci i Starigrad (Zadarska županija).

## Stanovništvo
Godine 1900. u političkom kotaru Benkovcu živjelo je 38.481 stanovnika popisanih kao lokalno civilno stanovništvo i "stranci" (stanovništvo iz drugih dijelova carstva - "nezavičajno" (njem. Staatsfremde) bez stalnog boravka u Dalmaciji, zatečeno na licu u vrijeme popisa, koje je u popisnim kolonama bilo vjerski, ali ne i jezično raspoređeno)), te kao vojničko stanovništvo. Izjašnjavanja u smislu narodnosne pripadnosti nije bilo, a hrvatski i srpski jezik iskazani su kao jedan jezik pod službenim imenom "srpsko-hrvatski jezik" (njem. serbo-kroatisch).
U odnosu na strukturu stanovništva ukupno je popisano 38.480 osoba ili 99,99% iz reda civilnog stanovništva, od toga lokalnog, "zemaljskog" iz Dalmacije 38.397 ili 99,78% od ukupnog civilnog stanovništva, te "nezavičajnog" odn. iz drugih dijelova monarhije 83 osobe ili 0,21% od ukupnog civilnog stanovništva. Iz reda vojničkog stanovništva popisana je jedna osoba, što je predstavljalo 0,002% od ukupnog stanovništa.
| Politički kotar Benkovac - stanovništvo prema vjeri i jeziku | Politički kotar Benkovac - stanovništvo prema vjeri i jeziku | Politički kotar Benkovac - stanovništvo prema vjeri i jeziku | Politički kotar Benkovac - stanovništvo prema vjeri i jeziku | Politički kotar Benkovac - stanovništvo prema vjeri i jeziku | Politički kotar Benkovac - stanovništvo prema vjeri i jeziku | Politički kotar Benkovac - stanovništvo prema vjeri i jeziku | Politički kotar Benkovac - stanovništvo prema vjeri i jeziku | Politički kotar Benkovac - stanovništvo prema vjeri i jeziku | Politički kotar Benkovac - stanovništvo prema vjeri i jeziku |
| P. K.                                                        | stanovništvo 1900.                                           | rimokatolici                                                 | pravoslavci                                                  | ostale vjere                                                 | njemački                                                     | hrvatski ili srpski                                          | talijanski                                                   | ostali jezici                                                | "nezavičajno" st. ("Staatsfremde")                           |
| ------------------------------------------------------------ | ------------------------------------------------------------ | ------------------------------------------------------------ | ------------------------------------------------------------ | ------------------------------------------------------------ | ------------------------------------------------------------ | ------------------------------------------------------------ | ------------------------------------------------------------ | ------------------------------------------------------------ | ------------------------------------------------------------ |
| Politički kotar Benkovac                                     | 38.481                                                       | 15.967                                                       | 22.514                                                       | -                                                            | 9                                                            | 38.313                                                       | 74                                                           | 2                                                            | 83                                                           |
| %                                                            | 100%                                                         | 41,49%                                                       | 58,50%                                                       | -                                                            | 0,02%                                                        | 99,56%                                                       | 0,19%                                                        | 0,00%                                                        | 0,21%                                                        |
| od toga vojničko                                             | 1                                                            | 1                                                            | -                                                            | -                                                            | 1                                                            | -                                                            | -                                                            | -                                                            | -                                                            |
| %                                                            | 100%                                                         | 100%                                                         | -                                                            | -                                                            | 100%                                                         | -                                                            | -                                                            | -                                                            | -                                                            |

## Sudbeni kotari
Politički kotar Benkovac sastojao se je iz tri sudbena kotara koji su istodobno bili i općine i obuhvaćao 66 naseljenih mjesta.
| Politički kotar Benkovac - sudbeni kotari | Politički kotar Benkovac - sudbeni kotari | Politički kotar Benkovac - sudbeni kotari | Politički kotar Benkovac - sudbeni kotari | Politički kotar Benkovac - sudbeni kotari | Politički kotar Benkovac - sudbeni kotari | Politički kotar Benkovac - sudbeni kotari | Politički kotar Benkovac - sudbeni kotari | Politički kotar Benkovac - sudbeni kotari | Politički kotar Benkovac - sudbeni kotari | Politički kotar Benkovac - sudbeni kotari | Politički kotar Benkovac - sudbeni kotari |
| S. K.                                     | br. općina                                | br. naselja                               | stanovništvo 1900.                        | rimokatolici                              | pravoslavci                               | ostale vjere                              | njemački                                  | hrvatski ili srpski                       | talijanski                                | ostali jezici                             | "nezavičajno" st. ("Staatsfremde")        |
| ----------------------------------------- | ----------------------------------------- | ----------------------------------------- | ----------------------------------------- | ----------------------------------------- | ----------------------------------------- | ----------------------------------------- | ----------------------------------------- | ----------------------------------------- | ----------------------------------------- | ----------------------------------------- | ----------------------------------------- |
| Benkovac                                  | 1                                         | 39                                        | 14.100                                    | 8.119                                     | 5.981                                     | -                                         | 2                                         | 14.016                                    | 43                                        | 2                                         | 37                                        |
| Kistanje                                  | 1                                         | 12                                        | 10.049                                    | 1.098                                     | 8.951                                     | -                                         | 1                                         | 10.036                                    | 11                                        | -                                         | 1                                         |
| Obrovac                                   | 1                                         | 15                                        | 14.332                                    | 6.750                                     | 7.582                                     | -                                         | 6                                         | 14.261                                    | 20                                        | -                                         | 45                                        |